# Deguelia heyneana
Deguelia heyneana là một loài thực vật có hoa trong họ Đậu. Loài này được (Benth.) Taub. miêu tả khoa học đầu tiên năm 1891.